# 雅罗斯拉夫·巴巴
雅罗斯拉夫·巴巴（捷克語：Jaroslav Bába，1984年9月2日—），捷克男子田径运动员。他曾代表捷克参加2004年、2008年、2012年和2016年夏季奥林匹克运动会田径比赛，其中2004年奥运会获得一枚铜牌。